# Folkare härad
Folkare härad var ett härad i södra Dalarna. Området ligger idag inom Hedemora och Avesta kommuner. Den totala arealen mätte drygt 658 km², varav  601 land. Befolkningen uppgick år 1934 till 15 262 invånare. Tingsställe var före 1903 Dala-Husby, Lund och Folkärna, därefter Krylbo.

## Socknar
Folkare härad bestod av följande socknar:
I Avesta kommun
- By
- Avesta till 1906, därefter
  - Avesta köping 1906-1919
- Folkärna varur utbröts
  - Krylbo köping från 1919
- Grytnäs

I Hedemora kommun
- Garpenbergs socken överförs 1860 till Hedemora och Garpenbergs tingslag

## Län, fögderier, domsagor, tingslag och tingsrätter
Häradet hörde mellan 1631 och 1635 till Säters län, och från 1641 till 1646 till Sala län, i övrig tid till Kopparbergs län. Församlingarna i häradet tillhör(de) Västerås stift.
Häradets socknar hörde till följande fögderier:
- 1720-1885 Näsgårds läns fögderi
- 1886-1945 Hedemora fögderi
- 1946-1990 Avesta fögderi

Häradets socknar tillhörde följande domsagor, tingslag och tingsrätter:
- 1687-1798 Västra domsagan även kallad Västerdalarnas domsaga med
  - Folkare tingslag dock ej:
  - 1695-1731 Grytnäs tingslag för Grytnäs och Avesta socknar
- 1799-1857 Kopparbergslagen och Näsgårds läns domsaga (Folkare, Stora Skedvi, Kopparbergs, Vika, Sundborns, Svärdsjö, Husby, Hedemora och Torsångs tingslag) med
  - Folkare tingslag
- 1858-1970 Hedemora domsaga med
  - Folkare tingslag

- 1971-2001 Hedemora tingsrätt och dess domsaga
- 2001- Falu tingsrätt och dess domsaga